# Waffenhammer (Plößberg)

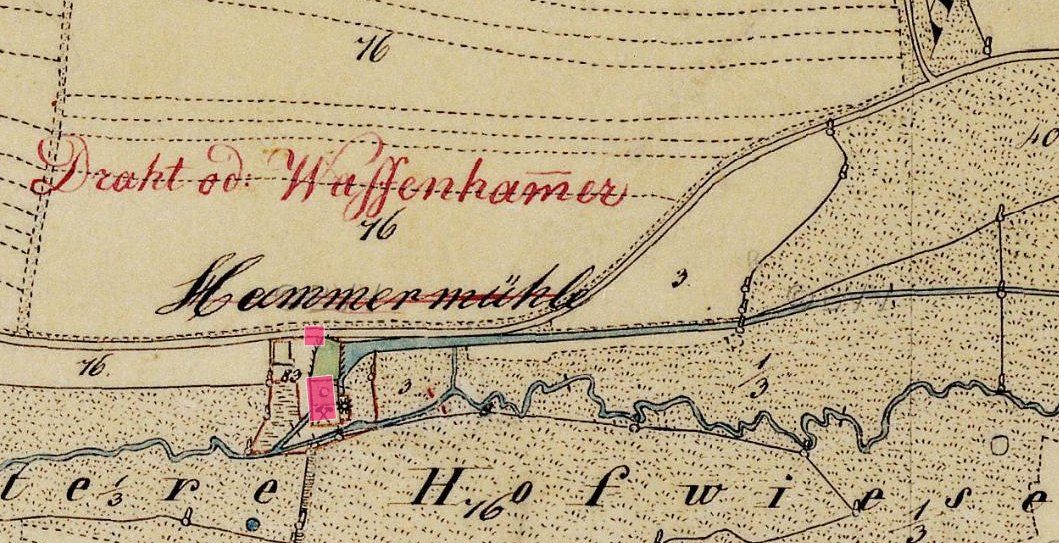
Lageplan des Waffenhammers Plößberg auf dem Urkataster von Bayern

Waffenhammer war der Eisenhammer in dem Ort Waffenhammer, heutig eine Einöde in dem Markt Plößberg im Landkreis Tirschenreuth von Bayern. Die Anlage wird als Baudenkmal unter der Aktennummer D-3-77-146-42 im Bayernatlas als „ehem. Hammerwerk, jetzt Schmiede, langgestreckter, zweigeschossiger und verputzter Bruchsteinbau mit Satteldach und Granitfaschen, nördlicher Wohnteil in barocken Bauformen bez. 1793, südlicher Werkstattteil mit Hammerschmiede bez. 1837; Grabstein, Granit, mit bekrönendem schmiedeeisernem Kreuz, bez. 1843; zwischen Wohnteil und Straße“ geführt.

## Beschreibung
Der Hammer wurde vom Wasser der Schlattein betrieben. Der Hammer wird im 16. und 17. Jhd. als eisenverarbeitender Hammer geführt, seit dem 18. Jhd. ist er eine Schmiede.